# Commèrcion
El commèrcion (κομμέρκιον, kommérkion) fou un aranzel introduït per l'Imperi Romà d'Orient a finals del segle viii en substitució de l'octava de l'antiguitat tardana i l'alta edat mitjana. Es tractava d'un impost sobre tota mercaderia importada, exportada o en circulació. Es cobrava a les fires, sobre els béns en circulació i a les fronteres de l'imperi. La taxa aplicable fou del 10% fins a mitjan segle xiv, quan l'emperador Joan VI Cantacuzè la reduí al 2%. El funcionari encarregat del seu cobrament era el commerciari.